# Vリーグ八百長事件
Vリーグ八百長事件は、韓国のプロバレーボールリーグであるVリーグの選手が金銭を受け取って勝負を不正に操作した事件である。

## 概要
2011年にKリーグ八百長事件が発覚したが、Vリーグでも八百長疑惑が表面化した。2012年2月8日に、大邱地方検察庁が2009-2010年Vリーグで八百長を行った疑いで、Vリーグの選手らを逮捕した。
韓国バレーボール連盟は懲罰委員会を開き、八百長に関与したKEPCO45のキム・サンギ、パク・ジュンボム、リム・シヒョン、チェ・キドンを除名し、三星火災ブルーファングスのホン・チョンピョについては捜査結果を待ち処分を決めることとした。
尚武の選手が、八百長に関与したことから、同チームは2011-2012年Vリーグの参加中断を発表し、韓国バレーボール連盟に不参加の旨を伝えた。
2012年3月14日、大邱地方検察庁は現役バレーボール選手18名が事件にかかわったとして起訴することを明らかにした。この事件はプロ野球界にも及び、LGツインズの朴顯俊と金聖賢が競技操作を行ったとして拘束され、共に所属球団から解雇された（韓国プロ野球八百長事件）。